# Rübsaatpfeifer

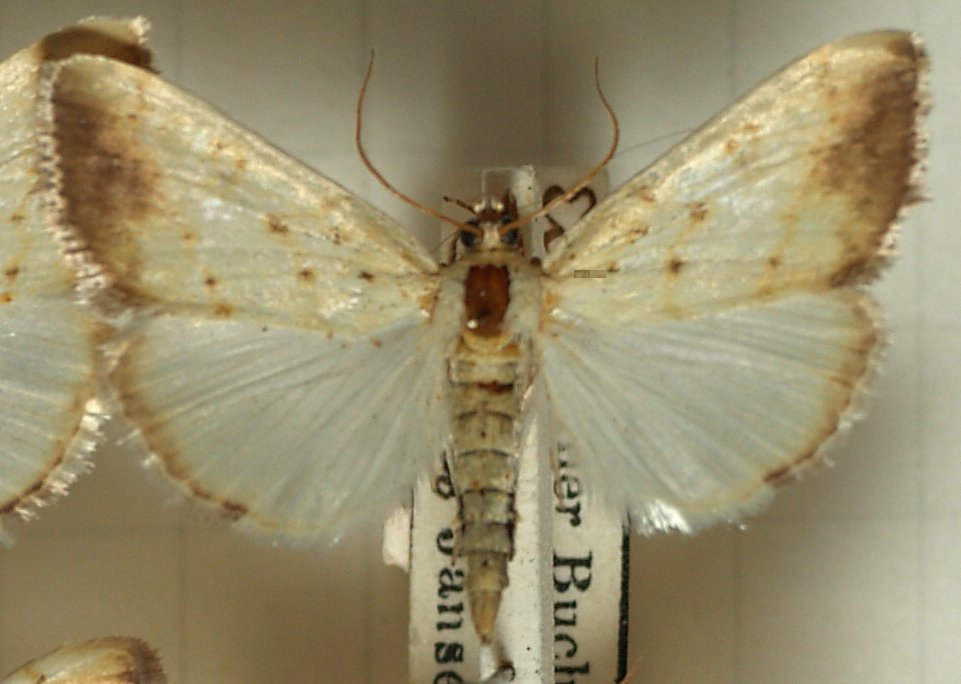
Gespannter Falter

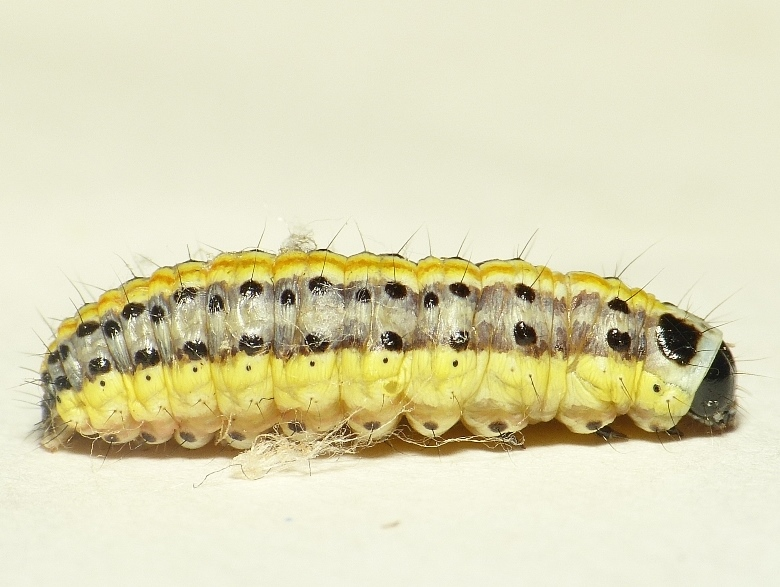
Raupe

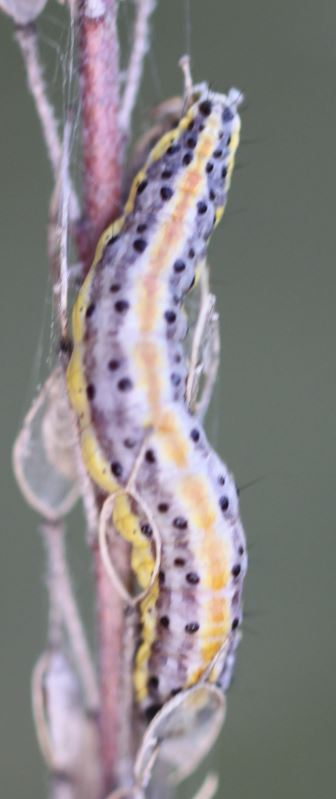
Raupe, Dorsalansicht

Der Rübsaatpfeifer (Evergestis extimalis), auch Rübsaatzünsler genannt, ist ein Schmetterling aus der Familie der Crambidae. Die Art ist eurasienweit verbreitet.

## Merkmale
Die Falter erreichen eine Flügelspannweite von 22 bis 28 Millimetern. Die Vorderflügel sind hellgelb, der äußere Teil des Saumfeldes ist dunkelbraun, die Fransen sind graubraun. Vom Apex geht ein breiter, sehr unscharfer, brauner Apikalstrich aus. Über die Flügel verlaufen zwei braune, gezackte bis gewellte Querlinien, die oft in eine Reihe von feinen Aderpunkten aufgelöst sind. Im Basalfeld befinden sich manchmal zwei braune, ungleich große Flecke. Zwischen innerer und äußerer Querlinie ist meist eine dunkel umrandete Nierenmakel ausgebildet. Die Hinterflügel sind weißlich mit einer unscharf begrenzten, dunkelbraunen Saumlinie und graubraunen Fransen.
Die gelb-violettfarbene Raupe besitzt einen schwarzen Kopf und schwarze Warzen auf der Rückenseite beiderseits der breiten und dunkelgelben oder orange-farbenen Rückenlinie. Die Seiten sind violettfarben, im unteren seitlichen Bereich ist die Raupe hellgelb. Die Puppe ist rotbraun.

## Lebensweise
Evergestis extimalis bildet pro Jahr in Südeuropa zwei Generationen aus, die von Mai bis Oktober fliegen. In Nordeuropa wird nur eine Generation gebildet, die von Juni bis August fliegt. Die oligophagen Raupen leben einzeln oder in Gruppen in losen Gespinsten zusammengesponnener Sprosstriebe von verschiedenen Kreuzblütlern. Sie fressen die Samen von Rauken (Sisymbrium), Kohl (Brassica), Graukresse (Berteroa incana), Rettich (Raphanus), Turritis, Graukresse (Berteroa incana), Schmalblättrigem Doppelsamen (Diplotaxis tenuifolia), Iberis pinnata, Bitterer Schleifenblume (Iberis amara), Garten-Senfrauke (Eruca sativa), Nacktstängeligem Bauernsenf (Teesdalia nudicaulis), Wasser-Sumpfkresse (Rorippa amphibia), und Acker-Hellerkraut (Thlaspi arvense). Die Raupen überwintern und verpuppen sich erst im nächsten Frühjahr in oder an der Erde, seltener in Schoten.

## Vorkommen
Die Art ist in Europa mit Ausnahme von Nordskandinavien und Nordrussland weit verbreitet. Sie kommt über Russland, Klein- und Zentralasien über das südliche Sibirien bis nach Japan vor. In offenen Landschaften und landwirtschaftlich genutzten Gebieten tritt sie relativ häufig auf.